# Phare de Garpen
Le phare de Garpen (en suédois : Garpens fyr) est un feu situé sur un îlot dans le détroit de Kalmar, appartenant à la commune de Torsås, dans le Comté de Kalmar (Suède).

## Histoire
Garpen est un îlot situé à 3 km à l'est de Bergkvara, au sud du détroit de Kalmar. Le premier phare, une tour octogonale en brique de 27 mètres de haut, fut construite en 1893. Mais en raison de l'érosion, la tour a dû être démolie dès 1934.
Le phare actuel, une tour cylindrique en béton fut érigée en 1934. Le phare fut habité de 1893 à 1967. Au total, seize personnes résidaient dans la station du phare avec une résidence pour quatre personnes, un bâtiment résidentiel, une école, une buanderie et quelques bâtiments d'habitation plus petits. Cependant, l'école, qui a été achevée en 1929, n'a jamais été utilisée pour l'enseignement. Lorsque le phare a été automatisé en 1967, l'île est devenue inhabitée, mais les bâtiments restent et sont devenus la propriété de l'association Garpens Vänner depuis 1998.

## Description
Le phare  est une tour cylindrique de 27 mètres de haut, avec une galerie et une lanterne. Le phare est couleur béton brut et la lanterne est blanche. Son feu à occultations émet, à une hauteur focale de 27 mètres, un éclat blanc, rouge et vert selon différents secteurs toutes les 8 secondes. Sa portée nominale est de 16 milles nautiques (environ 30 km).
Identifiant : ARLHS : SWE-14 ; SV-5845 - Amirauté : C7416 - NGA : 7776 .
|                       |
| Le phare (avant 1933) |

### Lien connexe
- Liste des phares de Suède